# Касімір Лейно
Касімір Лейно (фін. Kasimir Leino, справжнє повне ім'я: Касімір Агатон Ленбум; *17 лютого 1866, Палтамо, Кайнуу — 18 березня 1919, Гельсінкі) — фінський письменник і поет. Він — брат більш знаного поета Ейно Лейно.

## З творчості
Касімір Лейно належав до групи письменників реалістів «Молода Фінляндія», був одним з її теоретиків.
Творчості К. Лейно властиві антибуржуазні тенденції, сатирична спрямованість проти реакційних суспільних явищ.
У збірниках оповідань «Еллі з Еммала» (1886) і «З життя» (1889), збірках віршів «Поетичні спроби» (1888), «Між супротивних хвиль» (1890), «На водних просторах» (1893), «Поезії» (1895) подав правдиві картини життя трудящих.
У віршованій історичній драмі «Яакко Ілкка і Клаус Флемінг» (1901) відтворив події селянського повстання XVI століття у Фінляндії.

## Цікавий факт
Вірш Касіміра Лейно «Коли їси — то не проси» українською переклав Павло Грабовський.